# Pièce de 10 francs Robert Schuman
Pour les articles homonymes, voir 10 francs.
La pièce de 10 francs français de type Robert Schuman a été émise en 1986 et marque le centenaire de sa naissance (1886).

## Frappes
| millésime    | tirage    | remarques |
| ------------ | --------- | --------- |
| 1986 (essai) | 1 850     |           |
| 1986         | 9 961 011 |           |

## Sources
- "Valeur des Monnaies de France" de René Houyez éditions GARCEN